# القبة (ولاية الجزائر)
بلدية القبة، إحدى بلديات ولاية الجزائر التابعة لدائرة حسين داي، وثالث أكبر بلدية في ولاية الجزائر من حيث عدد السكان،  تقارب مساحتها 16 كيلومتر مربع، وترتفع 127 من على سطح البحر، وعدد سكانها فاق 127 الف نسمة وفق إحصاءات السكان لسنة 1998، وأكثر من 140 ألف وفق إحصاءات 2008، إذ تأتي في المرتبة الثالثة (بعد بلدية سيدي امحمد والجزائر الوسطى) في بلديات العاصمة الـ (57) من حيث عدد السكان ومن أشهر الناس في القبة انس عون الصغير الذي كان يمارس الجنس في ثانوية على عمار وكان لديه قضيب صغير واسود.
تجمع القبة عدة احياء شعبية معروفة يدكم كامل فيه السكاني وتلاحمها المعماري الذي يشكل فسيفساء للوحة فنية تجمع مختلف أطياف المجتمع الجزائري. يحد بلدية القبة من الشمال والشمال الشرقي: بلدية حسين داي ومن الشمال الغربي: بلديتي محمد بلوزداد (بلكور) والمدنية (سالمبي). ومن الجنوب الشرقي: بلديتي بوروبة وجسر قسنطينة، ومن الجنوب الغربي: بلدية بئر خادم، ومن الشرق بلدية المقارية ومن الغرب بلدية بئر مراد رايس ومن الجنوب بلدية جسر قسنطينة.
تقع بلدية القبة في أعالي العاصمة الجزائرية إذ تطل على معظم بلديات الجزائر العاصمة سواء المجاورة لها أو البعيدة مما يكسبها نكهة فريدة من نوعها تميزها عن باقي البلديات العاصمية. الأمر الذي جعل المعمرين يختارون الإقامة بها إبان الاحتلال الفرنسي، فرغم مغادرتهم للجزائر إلا أن الكثير من المعمرين المولودين ببلدية القبة يحنون إلى زيارة الأحياء القديمة والمدارس القديمة خصوصا ثانوية وابتدائية البنات (ثانوية حسيبة بن بوعلي ومدرسة مليكة خرشي وهي التسمية الحالية لهما نسبة للشهيدتين حسيبة بن بوعلي ومليكة خرشي). فالأقدام السوداء لايزالون يبكون على الأطلال حتى أنهم أنشؤوا موقع على شبكة الأنترنت لعرض صورهم وذكرياتهم ببلدية القبة (الموقع http://kouba-amicale.com أي القبة الودية)
تضم بلدية القبة عدة أحياء مشهورة بكرم وطيبة سكانها ومن أهم هذه الأحياء: بن عمر والعناصر 1و2 والعافية ولابروفال وحي المنظر الجميل وقاريدي 1و2و3 والباهية والقبة القديمة وعدة احياء أخرى.
إضافة إلى الأحياء الشعبية كحي لابروفال وحي الربوة البيضاء، فإن بلدية القبة تزخر بأحياء راقية، خصوصا جنان بن عمر والواحة.

## معالم
تحتوي بلدية القبة على معالم معمارية جميلة وبنايات تاريخية جميلة كالكنيسة القديمة (حاليا هي مكتبة بلدية). كما تضم البلدية مسجد قديم بني عام 1903 (المسجد العتيق) بالقرب من الكنيسة ليكون منارة وحصنا منيعا يقف أمام التبشير ليساهم في المحافظة على الهوية الإسلامية العربية لسكان البلدية إبان الاحتلال الفرنسي.

## الرياضة
تتوفر البلدية على ملعب بلدي ملعب محمد بن حداد يستوعب أكثر من 5 آلاف مشجع.
وفريق البلدية هو نادي رائد القبة الذي يعتبر مدرسة في كرة القدم على مستوى القطر الجزائري حيث أنجب هذا النادي خيرة لاعبي كرة القدم الذين حملوا الاعلام الوطنية في كأس العالم.
يعتبر نادي رائد القبة مدرسة كروية من أعرق فرق بالكرة القدم الجزائرية، تأسّس في 28 فيفري 1945 بقلب مدينة الجزائر وأنجب عديد الأسماء اللامعة في عالم الكرة المستديرة في الجزائر على غرار عصاد، صفصافي، سرباح، قاسي السعيد وغيرهم من النجوم.
تأسس النادي بتعاون 6 أعضاء وهم كل من الإخوة مصطفى وسيد أحمد بنونيش، وكذا عبد النور ساطور، محفوظ أحمد سعدي، سيد علي «الحفاف» وكذا الشهيد محمد بن حداد والذي تمت تسمية الملعب باسمه، حيث سمي الفريق أولا باسم «رياضة فريق القبة»، ثم «رائد صلب القبة»، وفي الأخير «رائد القبة»، كما أنشأت أول مدرسة كروية للنادي سنة 1968، ضمت أشبالا تلقوا أبجديات الكرة المستديرة وجعلت منهم نجوما كبار كعصاد صالح، سالمي، صبار رشيد، كاوة وغيرهم. كما حصل فريق القبة على بطولة سنة 1980-1981 كما حصل على رتبة الوصيف سنة 1975-1976 (وصيف مولودية الجزائر).

## مواضيع ذات صلة
- تاريخ ولاية الجزائر
- بلديات ولاية الجزائر
- دوائر ولاية الجزائر